# Амерички домородачки језици
Амерички домородачки језици су језици које говоре домородачки народи Америке. Говоре се од Аљаске све до крајњег југа Јужне Америке. Према једном начину класификације, ови језици спадају у неколико десетина језичких породица, а присутни су и бројни изолати, као и некласификовани језици. Према другом мишљењу, сви ови језици се могу класификовати у само две језичке породице, америндијанску и на-дене. Већина језика је у мањој или већој мери угрожено, а многи су већ мртви језици.

## Статус
До доласка Европљана, амерички домороци су говорили неколико хиљада језика. Неколико језика је развило и своја писма (Маје и Инке, пре свега, али је и наватл имао своје писмо). Након контакта са Европљанима развило се и неколико креолских језика.
Број говорника ових језика изразито варира: са једне стране, наватл, кечуа, ајмара и гварани имају, појединачно, више од милион говорника; са друге стране, бројни језици имају мање од стотинак говорника.
Гварани је данас други службени језик у Парагвају. Сличан статус има и ајмара у Боливији, односно, кечуа у Перуу и Боливији. На крајњем северу Канаде ескимски језик има службени статус, док у Сједињеним Америчким Државама навахо језик има преко 200 хиљада говорника (коришћен је и у Другом светском рату као шифровани језик).

### Број говорника
Укупно око 30.610.387 људи говори америчким домородачким језицима.
- Канада - 200.725 (6% од укупног становништва), највише кри (120.000)[2]
- Сједињене Државе - 373.949, највише навахо (170.822)[3]
- Мексико - око 6.000.000, највише наватл (1.376.026)[4]
- Гватемала - 3.186.429 (42.8% од укупног становништва), највише киче мајански (1.000.000)
- Перу - 3.750.492 (35% од укупног становништва), највише кечуа (3.177.938) и ајмара (440.380)
- Еквадор - око 2.469.605 (9.4% од укупног становништва), највише кечуа (2.300.000)
- Панама - 194.269 (8.3% од укупног становништва), највише гвајми (170.000)
- Парагвај - 4.700.000 (више од 90% од укупног становништва), највише гварани (4.650.000)[5]
- Боливија - 3.918.526 (43.09%), 2.739.407 (30.12%) су билингуални (и шпански и домородачки), укупно 6.657.933 (73.21%); највише кечуа (2.281.198) и ајмара (1.525.391)
- Белизе - 44.519 (15.2%), највише квекчи мајански (17.581)[6]
- Костарика - 38.550, највише буглере (18.000)
- Салвадор - 20, највише пипил (20), нешто миграната из Гватемале говори покомам мајански
- Хондурас - 175.400, највише гарифуна (146.000)[7]
- Никарагва - 162.624, највише мискито (154.400)
- Колумбија - 850.000, највише гвахибо (23.006)[8]
- Венецуела - 288.496, највише вају (170.000)
- Аргентина - 1.165.570, највише кечуа (800.000), гварани (200.000) и мапудунгун (100.000)[9]
- Бразил - 71.550, највише нингату (19.000), каинганг (18.000) и терена (16.000)
- Чиле - 214.556, највише мапудунгун (200.000)[10]
- Гвајана - 45.700, највише мачуши (18.000), вапишана (13.000) и капонг (10.000)
- Суринам - мање од 15.000, само језици из породице кариб и аравак
- Француска Гвајана - више од 5.000, највише из породице кариб (мање од 3.000), аравак (пар стотина) и из породице тупи-гварани језици вајампи (мање од 1.200) и емериљон (400)
- Антигва и Барбуда,  Бахами,  Барбадос,  Куба,  Доминиканска Република,  Доминика,  Гренада,  Хаити,  Јамајка,  Сент Китс и Невис,  Света Луција,  Сент Винсент и Гренадини,  Тринидад и Тобаго,  Уругвај - 0 (0%)

## Особине
Сви амерички домородачки језици су у мањој или већој мери синтетички (многи од њих су полисинтетички, али не сви).
Већина америчких домородачких језика има тро- и четворосамогласничке системе, али присутни су и други системи. Многи од тих језика имају сложене гласовне системе.

## Порекло
У својем делу American Indian Languages: The Historical Linguistics of Native America, Лајл Кембел наводи неколико теорија о пореклу америчких домородачких језика:
- Једна, једнојезичка миграција (данас неприхваћена теорија);
- Неколико језички различитих миграција (Едвард Сапир заступа ову теорију);
- Вишеструке миграције;
- Вишејезичка миграција (једна миграција говорника различитих језика);
- Прилив већ различитих, мада (још увек) сродних језика Старог света;
- Нестанак језичких сродника у Старом свету (док су они у Новом свету преживели);
- Миграција дуж пацифичке обале уместо преко Беринговог мореуза.

## Подела
Битније породице:
- На-Дене језици
- Алгонквински језици
- Јуто-астечки језици
- Ото-мангијски језици
- Мајански језици
- Тупијски језици (нпр. гварани)

Присутно је још више десетина језичких породица, нпр. салишки језици, вакашки језици, кајова-таноански језици, сијукшки језици, ирокешки језици, јумански језици, михе-сокијски језици итд.